# 牧島 (長崎県)
牧島（まきしま）は長崎県長崎市牧島町に属する島である。

## 概要
橘湾に面しており、総面積は約1.7平方キロメートル、周囲は9.6キロメートル、最大標高は98.9メートルである。長崎県の本土との間の海峡は幅が約200メートルであり、牧戸橋で通じている。
島名は慶安4年（1651年）、佐賀藩諫早領の放牧場が開かれたことに因む。

## スポット
- 曲崎古墳群（国定史跡）[1]
- ペーロン[1]

## 交通
- JR長崎駅→牧島・牧戸橋（1時間）[1]